# Droga wojewódzka nr 210
Droga wojewódzka nr 210 (DW210) – droga wojewódzka w woj. pomorskim o długości 38 km łącząca Słupsk z Unichowem, stanowiąc element połączenia drogowego Słupsk-Bytów-Chojnice. Droga przebiega przez 3 powiaty: grodzki Słupsk, słupski (gminy Słupsk i Dębnica Kaszubska) i bytowski (gmina Czarna Dąbrówka). W ciągu drogi wojewódzkiej znajduje się drogowy odcinek lotniskowy DOL Dębnica Kaszubska. Droga podlega pod 3 instytucje: Rejon Dróg Wojewódzkich Lębork, RDW Bytów oraz miasto Słupsk.
Podczas XXV sesji Sejmiku Województwa Pomorskiego, która miała miejsce 4 września 2008, radni zgodzili się na zmianę kwalifikacji fragmentu drogi wojewódzkiej nr 210 Ustka - Słupsk na drogę krajową. Zmiana ta ma pozwolić na szybką modernizację tego odcinka z budżetu państwa, co między innymi obiecał mieszkańcom regionu słupskiego premier Donald Tusk, w ramach rekompensaty za budowę tarczy antyrakietowej w Redzikowie. W Zarządzeniu Nr 73 Generalnego Dyrektora Dróg Krajowych i Autostrad z dnia 2 grudnia 2008 w sprawie nadania numerów drogom krajowym ten dotychczasowy fragment DW210 dołączono do DK21.

## Miejscowości leżące przy trasie DW210

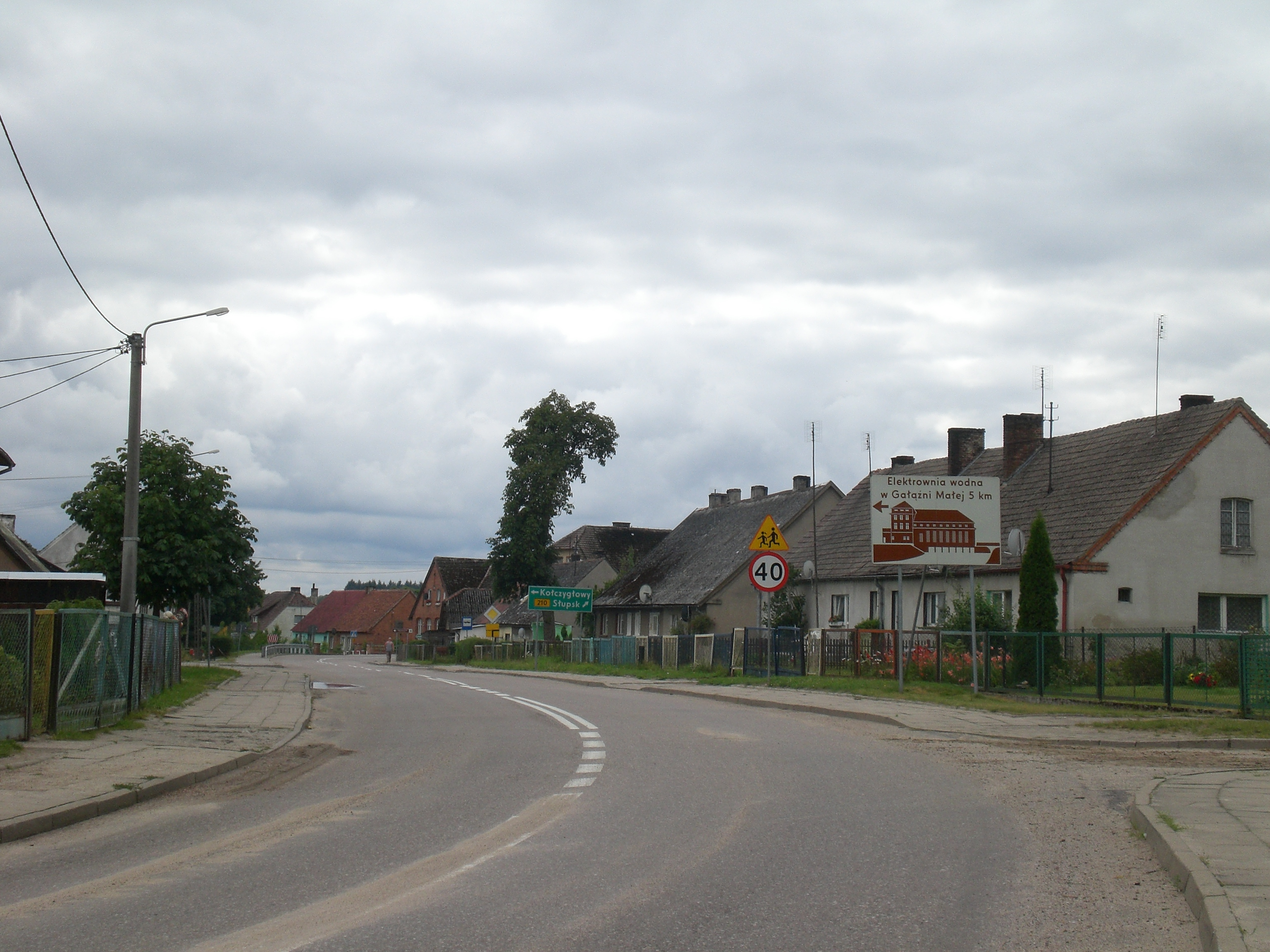
Droga wojewódzka 210 w Motarzynie

- Słupsk
- Głobino
- Dębnica Kaszubska
- Niemczewo
- Motarzyno
- Budowo
- Droga wojewódzka 210 w MotarzynieUnichowo